# Acupalpus dubius
Acupalpus dubius é uma espécie de insetos coleópteros pertencente à família Carabidae.
A autoridade científica da espécie é Schilsky, tendo sido descrita no ano de 1888.
Trata-se de uma espécie presente no território português.